# Robert Sturdy
Robert Sturdy (født 22. juni 1944) er siden 1994 britisk medlem af Europa-Parlamentet, valgt for Konservative Parti (UK) (indgår i parlamentsgruppen ECR).